# ミニモ
ミニモ（Minimo、1968年 - 1998年?）は、トルコの競走馬。トルコ競馬史上唯一の三冠達成牝馬であり、2歳時から4歳時までに16連勝を記録した。

## デビューまで
ミニモはトルコ最高峰の競走であるガジ賞（ガジダービー）を通算13勝したオーナーブリーダーのサドゥク・エリイェシルによって生産された。
ミニモの父のジハンギル（Cihangir）はイギリス産のハイペリオン（Hyperion）産駒で、1952年、1歳のときにイギリスを新婚旅行中だったエリイェシルによって購入され、トルコにおける競走生活は外国産馬に課せられた過剰な負担重量のために結果を残せなかったが、種牡馬として6頭のガジ賞勝ち馬を輩出する成功を収めた。母マイティーモ（Mighty Mo）はイギリス産のステークス競走勝ち馬（1954年キングスクラーステークス（Kingsclere S.））で、複数の勝ち上がり産駒を産んだ後、エリイェシルによって高額で購入されトルコに輸入された。
ミニモはマイティーモのトルコにおける3頭目の産駒で、遅めに産まれて小柄で痩せていたことから「ミニモ」と名付けられた。サドゥク・エリイェシルの妻ギュルスムが馬主となったが、デビュー前はさほど期待されていなかった。

## 戦績
1970年7月30日の未勝利戦でデビュー。2戦目の未勝利戦で勝ち上がり、条件競走で4連勝を達成した。その内容から周囲は2歳G1チャルディラン賞への出走を勧めたが、エリイェシル夫妻はミニモの成長を促すため下級競走への出走を優先させた。
3歳になった1971年春は重賞に出走し、G3アキフ・アクソン賞、G2ディシ・タイ・デネメ（トルコ1000ギニー）、G1クスラック賞（トルコオークス）を次々に勝って連勝を8に伸ばした。次いで3週間後のG1ガジ賞（ガジダービー）に進むが、クスラック賞で跛行を発症していたため5日間追い切りを中断しており、途中の調整が不十分と見られていた。
ガジ賞では人気の牡馬が先行する中で、最終1000m地点からロングスパートをかけたミニモが差し切って3馬身差で勝利を収めた。
秋にはG3サンタリン賞を勝って1番人気でアンカラ賞（トルコセントレジャー）に出走、後続を寄せ付けずに逃げ切り三冠を達成。さらに10月から11月にかけて開催される古馬混合G1競走トルコ大統領賞、首相賞、上院議長賞を3連勝し、10戦10勝（うちG1を6勝）の圧倒的な成績で3歳シーズンを終えた。エリイェシルの主戦騎手であるベテランのエクレム・クルトは、3歳牝馬でG1で課せられる斤量の軽いミニモに騎乗するために「パンの味を忘れる」というほどの減量に取り組み、ミニモを連勝に導いた。
4歳時の1972年は5月に始動し、2連勝で連勝記録を16に伸ばしたが、夏のG2ボアズィチ賞、G3サンタリン賞は2着に惜敗した。10月、G3地中海ダービーで17勝目を挙げたミニモは、ラストランとして前年優勝した大統領賞に出走。クルト騎手が1972年のガジ賞勝ち馬であり、ミニモと同父・同一馬主で脚部不安を抱えているために他人に任せられないアッコル（Akkor）への騎乗を優先したため、ミニモの手綱は23歳の若手騎手スレイマン・アクドゥに委ねられた。
大統領賞をミニモは大差で圧勝し、通算21戦18勝の成績を残して引退した。

## 引退後
引退後は繁殖牝馬となり、1974年生まれから1987年生まれまで7頭の産駒が血統登録されている。
1979年生まれの第4仔カラニモ（Karanimo）は同じエリイェシル牧場生産の無敗の三冠馬カライェル（Karayel）との間の仔で、アンカラ賞とトルコ大統領賞（2回）で父母子2代制覇を達成してG1を3勝した。
死亡時期は不明。トルコのスタッドブックでは30歳を迎える1998年1月1日が死亡日として登録されている。

## 血統表
| ミニモの血統           | ミニモの血統                     | ミニモの血統                     | （血統表の出典）                 | （血統表の出典） |
| 父系                   | ゲインズバラ系（ハイペリオン系） | ゲインズバラ系（ハイペリオン系） | ゲインズバラ系（ハイペリオン系） | [ § 2 ]          |
| 父 Cihangir 1951 栗毛  | 父の父Hyperion 1930 栗毛         | Gainsborough                     | Bayardo                          | Bayardo          |
| 父 Cihangir 1951 栗毛  | 父の父Hyperion 1930 栗毛         | Gainsborough                     | Rosedrof                         |                  |
| 父 Cihangir 1951 栗毛  | 父の父Hyperion 1930 栗毛         | Selene                           | Chaucer                          | Chaucer          |
| 父 Cihangir 1951 栗毛  | 父の父Hyperion 1930 栗毛         | Selene                           | Serenissima                      |                  |
| 父 Cihangir 1951 栗毛  | 父の母Fair Profit 1942 鹿毛      | Fair Trial                       | Fairway                          | Fairway          |
| 父 Cihangir 1951 栗毛  | 父の母Fair Profit 1942 鹿毛      | Fair Trial                       | Lady Juror                       |                  |
| 父 Cihangir 1951 栗毛  | 父の母Fair Profit 1942 鹿毛      | Molly Bawn                       | Junior                           | Junior           |
| 父 Cihangir 1951 栗毛  | 父の母Fair Profit 1942 鹿毛      | Molly Bawn                       | Mollusca                         |                  |
| 母 Mighty Mo 1952 鹿毛 | 母の父Big Game 1939 鹿毛         | Bahram                           | Blandford                        | Blandford        |
| 母 Mighty Mo 1952 鹿毛 | 母の父Big Game 1939 鹿毛         | Bahram                           | Friar's Daughter                 |                  |
| 母 Mighty Mo 1952 鹿毛 | 母の父Big Game 1939 鹿毛         | Myrobella                        | Tetratema                        | Tetratema        |
| 母 Mighty Mo 1952 鹿毛 | 母の父Big Game 1939 鹿毛         | Myrobella                        | Dolabella                        |                  |
| 母 Mighty Mo 1952 鹿毛 | 母の母Commotion 1938 鹿毛        | Mieuxe                           | Massine                          | Massine          |
| 母 Mighty Mo 1952 鹿毛 | 母の母Commotion 1938 鹿毛        | Mieuxe                           | L'Olivete                        |                  |
| 母 Mighty Mo 1952 鹿毛 | 母の母Commotion 1938 鹿毛        | Riot                             | Colorado                         | Colorado         |
| 母 Mighty Mo 1952 鹿毛 | 母の母Commotion 1938 鹿毛        | Riot                             | Lady Juror                       |                  |
| 母系(F-No.)            | (FN:F9-c)                        | (FN:F9-c)                        | (FN:F9-c)                        | [ § 3 ]          |
| 5代内の近親交配        | Lady Juror 4x4                   | Lady Juror 4x4                   | Lady Juror 4x4                   | [ § 4 ]          |
| 出典                   | 1. 2. 3. 4.                      | 1. 2. 3. 4.                      | 1. 2. 3. 4.                      | 1. 2. 3. 4.      |